# Dahomej na Letnich Igrzyskach Olimpijskich 1972
Dahomej (dzisiejszy Benin) na Letnich Igrzyskach Olimpijskich 1972 reprezentowało 3 zawodników, byli to sami mężczyźni.

## Skład kadry

### Boks
- Meriga Salou Seriki
  - Waga papierowa- 17. miejsce

- Leopold Agbazo
  - Waga kogucia - 33. miejsce

### Lekkoatletyka
- Ibrahima Idrissou
  - Bieg na 400 m (odpadł w 1 rundzie eliminacji)